# وزیر محیط زیست و تغییرات آب و هوایی (فنلاند)
وزیر محیط زیست و تغییرات اقلیمی (فنلاندی: ympäristö- ja ilmastoministeri , سوئدی: miljö- och klimatminister، پیش تر به عنوان وزیر محیط زیست) یکی از مجموعه‌های وزارتی است که دولت فنلاند آن را ایجاد نمود. این وزارت از طرف وزیر و ریاست وزارت محیط زیست مدیریت می‌شود و از جمله مسئولیت‌های این وزارت، تهیه موضوعات حقوقی مربوط به جوامع، محیط ساخته شده، مسکن، تنوع زیستی، استفاده پایدار از منابع طبیعی و حفاظت از محیط زیست در فنلاند می‌باشد. هم‌اکنون وزیر فعلی محیط زیست و تغییرات آب و هوایی ماریا اوهیسالو از اتحاد سبز می‌باشد.